# Charpentier Pyramid
Charpentier Pyramid är en bergstopp i Antarktis. Den ligger i Östantarktis. Argentina och Storbritannien gör anspråk på området. Toppen på Charpentier Pyramid är 1 080 meter över havet.
Terrängen runt Charpentier Pyramid är kuperad åt nordost, men åt sydväst är den platt. Trakten är obefolkad. Det finns inga samhällen i närheten. 